# شاندون أندرسون
شاندون أندرسون (بالإنجليزية: Shandon Anderson)‏ مواليد 31 ديسمبر 1973 في أتلانتا، هو لاعب كرة سلة أمريكي سابق بدأ مسيرته الاحترافية في سنة 1996. تم اختياره من قبل فريق يوتا جاز خلال الدرافت. يبلغ طوله 6 قدم 6 بوصة (2.0 م). اعتزل اللعب في 2006. أحرز خلال مسيرته في الإن بي إيه 5327 نقطة بمعدل 7.4 نقاط في المباراة الواحدة.

## المسيرة الاحترافية
لعب مع يوتا جاز من سنة 1996 إلى 1999، ثم لعب مع هيوستن روكتس من سنة 1999 إلى 2001، ثم لعب مع نيويورك نيكس من سنة 2001 إلى 2005، ثم لعب مع ميامي هيت من سنة 2004 إلى 2006.

## روابط خارجية
- شاندون أندرسون على موقع إن بي أي (الإنجليزية)
- شاندون أندرسون على موقع سبورتس رفرنس (الإنجليزية)
- شاندون أندرسون على موقع كرة السلة الأوروبية.كوم (الإنجليزية)
- شاندون أندرسون على موقع كلية كرة السلة في سبورتس رفرنس.كوم (الإنجليزية)
- شاندون أندرسون على موقع ريلجم (الإنجليزية)
- شاندون أندرسون على موقع بروبوليرز (الإنجليزية)